# Arhopala monava
Arhopala monava är en fjärilsart som beskrevs av Corbet 1941. Arhopala monava ingår i släktet Arhopala och familjen juvelvingar. Inga underarter finns listade i Catalogue of Life.